# Grupp 4 i världsmästerskapet i fotboll 1970
Matcherna i Grupp 4 i världsmästerskapet i fotboll 1970 pågick från 2 juni till 11 juni. Västtyskland och Peru lyckades kvalificera sig till turneringen andra omgång.

## Tabell
| Nr | Lag          | S | V | O | F | GM | IM | MS | P |
| -- | ------------ | - | - | - | - | -- | -- | -- | - |
| 1  | Västtyskland | 3 | 3 | 0 | 0 | 10 | 4  | +6 | 6 |
| 2  | Peru         | 3 | 2 | 0 | 1 | 7  | 5  | +2 | 4 |
| 3  | Bulgarien    | 3 | 0 | 1 | 2 | 5  | 9  | −4 | 1 |
| 4  | Marocko      | 3 | 0 | 1 | 2 | 2  | 6  | −4 | 1 |

## Matcher
Tiderna för matchstart är lokala (Central Standard Time)

### Peru mot Bulgarien
| 4 | 2 juni 1970 16:00 UTC−6 | Estadio Nou Camp000 León000 |

| Peru | Peru                                                           | 3 – 2           | Bulgarien                               | Bulgarien |
| Peru | Alberto Gallardo 50′ Héctor Chumpitaz 55′ Teófilo Cubillas 73′ | (0 – 1) Rapport | 13′ Dinko Dermendzhiev 49′ Hristo Bonev | Bulgarien |
|      |                                                                |                 |                                         |           |

|  |  |  |

| Domare: Antonio Sbardella (Italien) | Publik: 13 765 |  |

### Västtyskland mot Marocko
| 8 | 3 juni 1970 16:00 UTC−6 | Estadio Nou Camp000 León000 |

| Västtyskland | Västtyskland                   | 2 – 1           | Marocko           | Marocko |
| Västtyskland | Uwe Seeler 56′ Gerd Müller 80′ | (0 – 1) Rapport | 21′ Houmane Jarir | Marocko |
|              |                                |                 |                   |         |

|  |  |  |

| Domare: Laurens van Ravens (Nederländerna) | Publik: 12 942 |  |

### Peru mot Marocko
| 12 | 6 juni 1970 16:00 UTC−6 | Estadio Nou Camp000 León000 |

| Peru | Peru                                         | 3 – 0           | Marocko | Marocko |
| Peru | Teófilo Cubillas 65′, 75′ Roberto Challe 67′ | (0 – 0) Rapport |         | Marocko |
|      |                                              |                 |         |         |

|  |  |  |

| Domare: Tofiq Bahramov (Sovjetunionen) | Publik: 13 537 |  |

### Västtyskland mot Bulgarien
| 16 | 7 juni 1970 12:00 UTC−6 | Estadio Nou Camp000 León000 |

| Västtyskland | Västtyskland                                                        | 5 – 2           | Bulgarien                             | Bulgarien |
| Västtyskland | Reinhard Libuda 20′ Gerd Müller 27′, 52′ (str.), 88′ Uwe Seeler 67′ | (2 – 1) Rapport | 12′ Asparuh Nikodimov 89′ Todor Kolev | Bulgarien |
|              |                                                                     |                 |                                       |           |

|  |  |  |

| Domare: José María Ortiz de Mendíbil (Spanien) | Publik: 12 710 |  |

### Västtyskland mot Peru
| 20 | 10 juni 1970 16:00 UTC−6 | Estadio Nou Camp000 León000 |

| Västtyskland | Västtyskland              | 3 – 1           | Peru                 | Peru |
| Västtyskland | Gerd Müller 19′, 26′, 39′ | (3 – 1) Rapport | 44′ Teófilo Cubillas | Peru |
|              |                           |                 |                      |      |

|  |  |  |

| Domare: Abel Aguilar Elizalde (Mexiko) | Publik: 17 875 |  |

### Bulgarien mot Marocko
| 24 | 11 juni 1970 16:00 UTC−6 | Estadio Nou Camp000 León000 |

| Bulgarien | Bulgarien            | 1 – 1           | Marocko                | Marocko |
| Bulgarien | Dobromir Zhechev 40′ | (1 – 0) Rapport | 61′ Maouhoub Ghazouani | Marocko |
|           |                      |                 |                        |         |

|  |  |  |

| Domare: Antonio Ribeiro Saldanha (Portugal) | Publik: 12 299 |  |